# ویلکو جانسون
ویلکو جانسون (به انگلیسی: Wilko Johnson; ۱۲ ژوئیهٔ ۱۹۴۷ – ۲۱ نوامبر ۲۰۲۲) خواننده، خواننده-ترانه‌پرداز، گیتارنواز و بازیگر اهل بریتانیا بود. وی بین سال‌های ۱۹۷۰ تا ۲۰۲۲ میلادی فعالیت می‌کرد.
از فیلم‌ها یا برنامه‌های تلویزیونی که وی در آن نقش داشته‌است می‌توان به بازی تخت و تاج اشاره کرد.

## مرگ
جانسون در ۲۱ نوامبر ۲۰۲۲ در خانه خود در وست‌کلیف-آن-سی در سن ۷۵ سالگی درگذشت.